# دونكان ماكدوغال
دونكان ماكدوغال (بالإنجليزية: Duncan MacDougall)‏ هو طبيب نفسي وطبيب أمريكي، ولد في 1866، وتوفي في 15 أكتوبر 1920.